# Gansingen
Gansingen – gmina w Szwajcarii, w kantonie Argowia, w okręgu Laufenburg. Liczy 993 mieszkańców (31 grudnia 2014).